# Chlamydogobius gloveri
Chlamydogobius gloveri és una espècie de peix de la família dels gòbids i de l'ordre dels perciformes.

## Morfologia
- Els mascles poden assolir 4,5 cm de longitud total.[1][2]

## Alimentació
Menja algues, tot i que els adults també es nodreixen d'exemplars joves de la seua pròpia espècie si en tenen l'oportunitat.

## Hàbitat
És un peix d'aigua dolça, de clima tropical i demersal.

## Distribució geogràfica
Es troba a Austràlia: Austràlia Meridional.

## Costums
És actiu durant el dia.

## Observacions
És inofensiu per als humans.